# Heterophyllaea lycioides
Heterophyllaea lycioides är en måreväxtart som först beskrevs av Henry Hurd Rusby, och fick sitt nu gällande namn av Noel Yvri Sandwith. Heterophyllaea lycioides ingår i släktet Heterophyllaea och familjen måreväxter. Inga underarter finns listade i Catalogue of Life.